# 科恩·梅采马克斯
科恩·梅采马克斯（荷蘭語：Koen Metsemakers，1992年4月30日—），荷兰男子赛艇运动员。他曾代表荷兰参加2020年夏季奥林匹克运动会赛艇比赛，联同迪尔克·艾滕博哈德、阿贝·维尔斯马和托内·维滕获得男子四人双桨金牌。